# بندر بن خالد الفيصل بن عبد العزيز آل سعود
الأمير بندر بن خالد بن فيصل بن عبد العزيز آل سعود مستشار في الديوان الملكي ورئيس مجلس إدارة الهيئة العليا للفروسية، ومجلس إدارة نادي سباقات الخيل، وهو الابن الأكبر من أبناء الأمير خالد الفيصل بن عبد العزيز آل سعود ووالدته هي الأميرة العنود بنت عبد الله بن محمد آل سعود (ابنة الأميرة نورة بنت سعود بن عبد العزيز آل سعود). 

## تعليمه
حصل الأمير بندر بن خالد بن فيصل بن عبد العزيز آل سعود على البكالوريوس في علوم الحاسب الآلي من جامعة الملك فهد للبترول والمعادن، وحصل على الماجستير في العلاقات الدولية من كلية فليتشر للقانون والدبلوماسية في جامعة تافتس في الولايات المتحدة الأمريكية.

## مناصبه
- مستشار في الديوان الملكي.
- رئيس مجلس إدارة نادي الفروسية منذ 26 فبراير 2018.
- رئيس مجلس إدارة سما للطيران.
- رئيس نادي الطيران الشراعي السعودي.
- رئيس مجلس إدارة صحيفة الوطن.
- رئيس مجلس إدارة شركة وسائل الإعلام المتطورة القابضة.
- رئيس مجلس إدارة شركة الدار العربية للطباعة والنشر.
- رئيس مجلس إدارة مؤسسة الفكر العربي.
- عضو في مجلس إدارة شركة فيجن كابيتال.
- عضو في الجمعية العمومية لمؤسسة الملك فيصل الخيرية.[5]

## نسبه
هو الأمير بندر بن خالد بن فيصل بن الملك عبد العزيز بن الإمام عبد الرحمن بن الإمام فيصل بن الإمام تركي بن الأمير عبد الله بن الإمام محمد بن سعود بن محمد بن مقرن بن مرخان بن إبراهيم بن موسى بن ربيعة بن مانع بن ربيعة المريدي والمردة من حنيفة من بكر بن وائل بن قاسط الذي ينتهي في ربيعة بن نزار بن معد ابن عدنان.

## زوجته
الأميرة نوف بنت محمد بن عبدالله بن محمد بن عبدالرحمن آل سعود (ابنة الأميرة مشاعل بنت خالد بن عبد العزيز آل سعود)

## أبناؤه
1. خالد بن بندر بن خالد بن فيصل بن عبد العزيز آل سعود، متزوج من الأميرة نجلاء بنت أحمد بن سلمان بن عبد العزيز آل سعود وله من أبناء الأمير أحمد.[6] و الأمير بندر .
2. لولوة بنت بندر بن خالد بن فيصل بن عبد العزيز آل سعود، متزوجة من الأمير سلطان بن سعود بن محمد بن سعود الكبير آل سعود ولها من الأبناء الأمير سعود، والأميرة مشاعل
3. فيصل بن بندر بن خالد بن فيصل بن عبد العزيز آل سعود، متزوج من الاميرة صيتة بنت سلمان بن سلطان بن عبدالعزيز آل سعود
4. هيا بنت بندر بن خالد بن فيصل بن عبد العزيز آل سعود.